# Coppa Intercontinentale 2007 (hockey su pista)
La Coppa Intercontinentale 2007 è stata la 10ª edizione dell'omonima competizione di hockey su pista riservata alle squadre di club. Il torneo ha avuto luogo il 24 marzo 2007. Il trofeo è stato vinto dal Follonica per la prima volta nella sua storia.

## Squadre partecipanti
| Nazione   | Club       | Qualificazione                                      | Partecipazioni precedenti (il grassetto indica la vittoria) |
| --------- | ---------- | --------------------------------------------------- | ----------------------------------------------------------- |
| Argentina | Concepción | Detentore del South American Club Championship 2006 | 1987                                                        |
| Italia    | Follonica  | Detentore della Champions League 2005-2006          | Esordiente                                                  |

## Risultati
| Follonica 24 marzo 2007 Finale | Concepción | 2 – 4 | Follonica | Pista Armeni |